# 井上悦子
井上 悦子（いのうえ えつこ、現在は 兼城 悦子 かねしろ えつこ、1964年10月18日 - ）は、東京都中野区出身の元女子プロテニス選手。現役時代はヨネックス所属。
1980年代の日本女子テニス界をリードした選手で、日本人の女子テニス選手が世界ツアーに挑戦する道を開いた。シングルス自己最高ランキングは26位（1988年3月14日付）で、当時の日本女子テニス選手としては画期的なポジションにつけた。

## 経歴
東京都中野区に生まれ、後に神奈川県横浜市へ転居する。横浜市の港南台高等学校に在学中、1980年にインターハイの女子シングルス部門で優勝。1981年に高校を2年で中退し、プロテニス選手に転向する。当時の日本女子テニス界で、井上はジュニア選手のホープとして岡川恵美子、岡本久美子とともに“3人娘”と呼ばれたが（この3人は同学年であった）、その中で井上は果敢な「世界挑戦」を前面に掲げ、世界女子テニスツアーを単身で回り始めた。
井上の4大大会初出場は1983年の全仏オープンで、この時は予選3試合を勝ち上がって本戦出場権を獲得し、本戦でも1回戦突破を果たしたが、続く2回戦で第15シードのクラウディア・コーデ＝キルシュ（西ドイツ）に 4-6, 3-6 で敗れている。続くウィンブルドン以後、井上は本戦に直接出場できるようになった。同年10月に日本国内の試合で好成績を挙げ、「ボーデン・クラシック」で準決勝に進出した後、「サントリー・ジャパン・オープン」でプロ初優勝を飾った。1984年にボーデン・クラシックで優勝するが、ジャパン・オープンでは初戦敗退してしまう。1985年に全日本テニス選手権の女子シングルスで初優勝を飾り、以後1987年まで大会3連覇を達成。1982年から1989年まで、女子国別対抗戦「フェデレーション・カップ」（現在の名称はフェドカップ）の日本代表選手を務めた。
1987年の全豪オープン女子ダブルスで、井上はパトリシア・ヒー（カナダ）とペアを組み、第1シードのマルチナ・ナブラチロワ＆パム・シュライバー組との準決勝まで進出した。1988年には全豪オープンとウィンブルドンで4大大会の3回戦に進出し、ソウル五輪にも日本代表選手として出場した。ソウル五輪の女子ダブルスでは、岡本久美子とのペアで準々決勝に進出し、チェコ代表のヘレナ・スコバ＆ヤナ・ノボトナ組に敗れる。1989年に全日本テニス選手権の女子シングルスで2年ぶり4度目の優勝を飾る。井上が到達したシングルス自己最高ランキング「26位」は、1992年2月に後輩の伊達公子に抜かれるまで日本人女子テニス選手の最高順位だった。
1990年のウィンブルドン1回戦敗退を最後に現役を引退。その後大学検定に挑戦し、東洋英和女学院大学を卒業する。在学中の1993年にトレーナーの兼城潜と結婚して「兼城悦子」と名前を改めた。大学卒業後は日本テニス協会強化本部ジュニア委員や、フェドカップ日本代表監督（2001年、2002年の2年間）などの要職を務め、現在も精力的なテニス振興活動を続行している。